# Fusaea
Genre
Fusaea est un genre de plantes à fleurs de la famille des Annonaceae et dont l'espèce type est Fusaea longifolia (Aubl.) Saff.. Ce sont des arbres ou des arbustes trouvés en Amérique du Sud.
Le nom Fusaea rend hommage au botaniste Jean Baptiste Christian Fusée-Aublet.

## Liste d'espèces
Le genre comporte entre autres les espèces suivantes :
selon GBIF (18 février 2023) :
- Fusaea longifolia (Aubl.) Saff.
- Fusaea peruviana R.E.Fr.

Selon Tropicos (18 février 2023) (Attention liste brute contenant possiblement des synonymes) :
- Fusaea decurrens R.E. Fr., 1934
- Fusaea longifolia (Aubl.) Saff., 1914
- Fusaea peruviana R.E. Fr., 1937
- Fusaea rhombipetala (Ruiz & Pav. ex G. Don) J.F. Macbr., 1929